# Невејда (Ајова)
Невејда (енгл. Nevada) град је у америчкој савезној држави Ајова. По попису становништва из 2010. у њему је живело 6.798 становника.

## Демографија
Према попису становништва из 2010. у граду је живело 6.798 становника, што је 140 (2,1%) становника више него 2000. године.
| Група             | 2000.         | 2010.         |
| Белци             | 6.425 (96,5%) | 6.317 (92,9%) |
| Афроамериканци    | 39 (0,6%)     | 85 (1,3%)     |
| Азијати           | 44 (0,7%)     | 65 (1,0%)     |
| Хиспаноамериканци | 68 (1,0%)     | 233 (3,4%)    |
| Укупно            | 6.658         | 6.798         |